# Jak-4
Jak-4 (ros. Як-4) – taktyczny samolot bombowy i rozpoznawczy bliskiego zasięgu, powstały w biurze konstrukcyjnym Jakowlewa, z okresu II wojny światowej.

## Historia
Samolot został skonstruowany przez A. S. Jakowlewa. Prototyp noszący oznaczenie samolot "22", został oblatany w styczniu 1939. Wszedł on do produkcji jako Jak-2 z silnikiem M-103. W tym samym roku zmieniono oznaczenie na Jak-4 i zmieniono silnik na M-105 o większej mocy. W latach 1940–1941 w zakładach nr 1 i 81 zbudowano 111 Jaków-2 i 90 Jaków-4. Jakowlew zapisał w swoich wspomnieniach, że wyprodukowano 600 samolotów. Jednak jak utrzymują inni nie była to prawda.

## Służba
Samoloty Jak-4 weszły na uzbrojenie jednostek lotniczych w 1940. Od pierwszych dni wojny operowały na Białorusi i Ukrainie. Eskadry wyposażone w te samoloty poniosły duże straty. Już pierwsze misje bojowe pokazały, że Jak-4 był zdecydowanie zbyt słabo uzbrojony, a jego zasięg był niewystarczający. W 1941 wstrzymano jego produkcję. Pozostałe maszyny były używane w jednostkach do zadań specjalnych.

## Konstrukcja

Silnik WK-105PF (M-105) eksponowany w MLP w Krakowie

Wolnonośny średniopłat konstrukcji mieszanej z chowanym podwoziem. Kadłub trójdzielny, mieszanej konstrukcji: przód duralowy, część centralna drewniana integralnie połączona ze skrzydłem, część tylna kratownicowa spawana z rur stalowych, oprofilowana sklejką i płótnem. Płat dwudźwigarowy, nie dzielony, drewniany, kryty sklejką. Usterzenie podwójne konstrukcji metalowej.
Istniała możliwość zamontowania dwóch 90-litrowych lub jednego 250-litrowego dodatkowego zbiornika paliwa pod każdym skrzydłem, które mieściły sześć stałych zbiorników paliwa. Ich łączna pojemność wynosiła 1120 litrów paliwa.